# لانگه‌لو
لانگه‌لو (به هلندی: Langelo) یک منطقهٔ مسکونی در هلند است که در نوردن‌فلد واقع شده‌است. لانگه‌لو ۲۴۵ نفر جمعیت دارد.